# Cornalba
Cornalba är en ort och kommun i provinsen Bergamo i regionen Lombardiet i Italien. Kommunen hade 300 invånare (2018).